# Museum of London

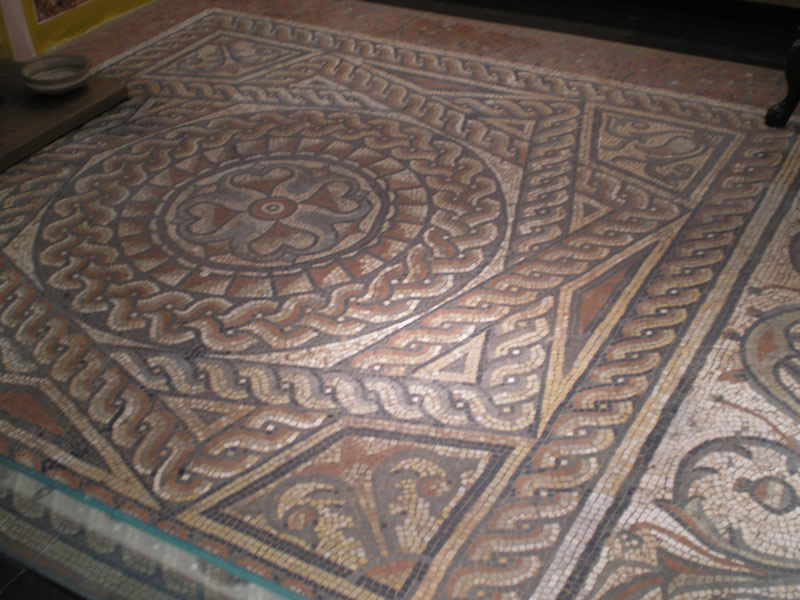
Römisches Mosaik

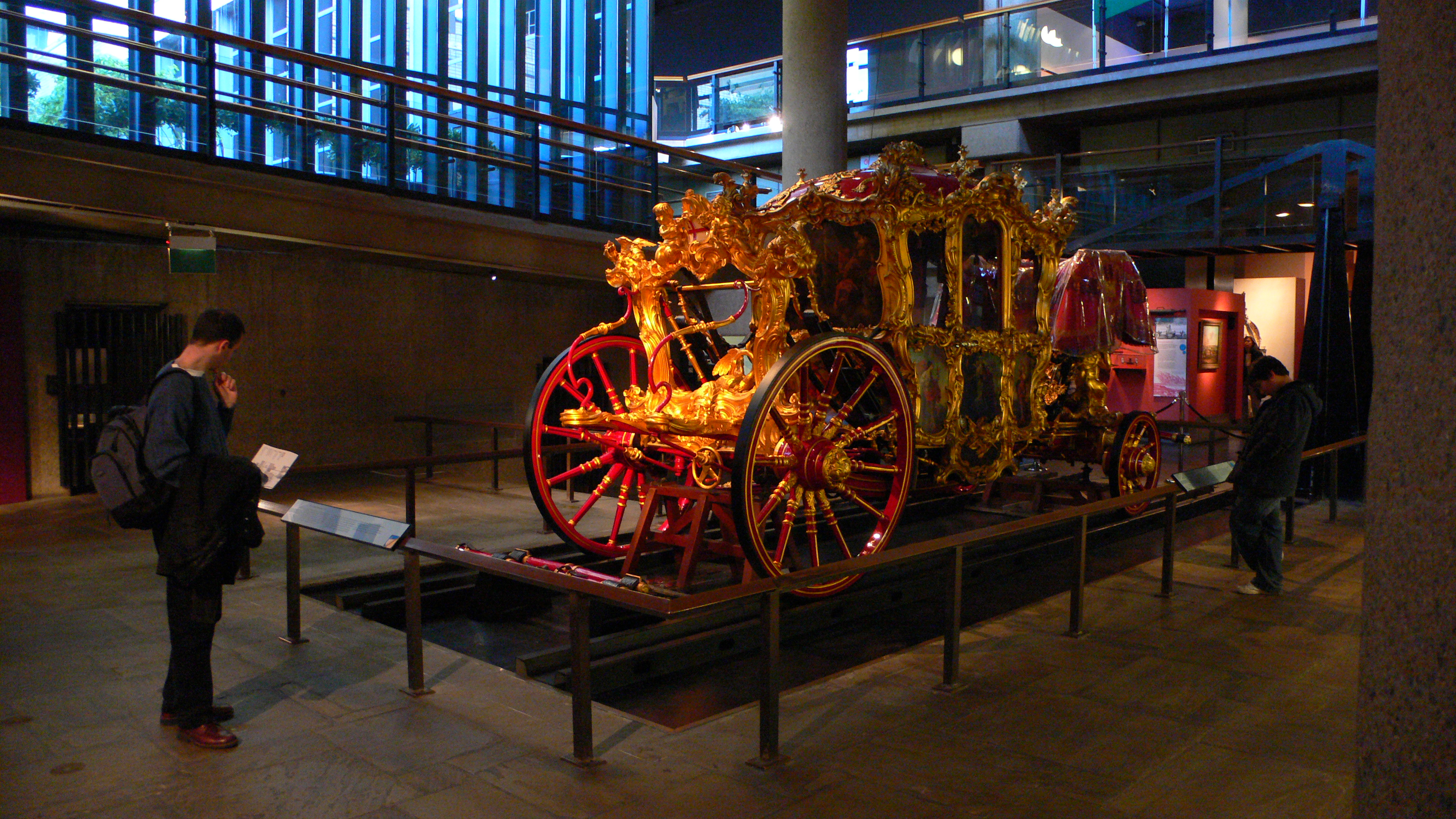
Staatskutsche des Lord Mayor

Das Museum of London dokumentiert die Entwicklung Londons von seinen Anfängen bis heute. Es befindet sich am Rande der City of London, wenige Gehminuten nördlich der St Paul’s Cathedral. Das Museum kann kostenlos besichtigt werden und umfasst mehrere chronologische Galerien mit Originalartefakten, Modellen, Gemälden und Diagrammen. Der Schwerpunkt liegt auf der Sozial- und Wirtschaftsgeschichte sowie der Entwicklung des Stadtraums. Zu den wertvollsten Ausstellungsstücken gehört die Staatskutsche des Lord Mayor von 1757.

## Geschichte
Ursprünglich gab es in London zwei Museen, in denen die Geschichte Londons gezeigt wurde. Einerseits die Sammlung der City Corporation im Guildhall Museum und das London Museum im Kensington Palace. 1965 wurde mit dem „Museum of London“-Gesetz die Zusammenlegung der beiden Sammlungen beschlossen.
1976 wurde das neue Museum als Teil des Barbican Centre durch die Corporation of London eröffnet. Die Architekten des Gebäudes waren Philip Powell und Hidalgo Moya. Das Architektenteam verfolgte einen neuen Ansatz in der Planung, indem sie die verschiedenen Ausstellungsräume so anordneten, dass es nur eine Route durch die Ausstellung gibt, die den Besucher von der prähistorischen Periode bis zur Neuzeit führt.
2022 wurde das Museum of London von rund 381.000 Personen besucht. Diese Zahl ist aufgrund der COVID-19-Pandemie nicht repräsentativ.

## Ausstellung
Die ursprünglichen Ausstellungsräume bestanden aus 4 Zeitepochen.
- Das vorgeschichtliche London (450.000 v. Chr.–50 n. Chr.)
- Das römische London (50 n. Chr.–410)
- Das Mittelalterliche London (410–1588)
- Krieg, Pest und Feuer (1550–1660)

Bei der Erweiterung des Museums, die im Mai 2010 eröffnet wurde, kamen die folgenden Räume hinzu:
- die wachsende Stadt (1660–1850)
- die Stadt der Leute (1850–1940)
- die Weltstadt (1950 – heute)

Unmittelbar außerhalb des Museums sind Fragmente der London Wall erhalten geblieben, der alten Stadtmauer Londons. Das Museum of London ist für archäologische Rettungsgrabungen im Bereich der City zuständig.
Das Museum of London ist Eigentümer des größten Teiles des Cheapside Hoard, eines Schatzfundes von 1912. Er umfasst etwa 600 Schmuckstücke und Edelsteine, zumeist gearbeitet im 17. Jahrhundert. Eine Ausstellung bis April 2014 vereinte erstmals seit Auffindung der Pretiosen alle Teile des Schatzes.

## Museum of London Docklands
Im Sommer 2003 wurde in einem Lagerhaus aus dem 19. Jahrhundert in der Nähe von Canary Wharf das Museum of London Docklands als Außenstelle des Museum of London eröffnet. In dieser Ausstellung wird auf die spezielle Bedeutung des Hafens für London eingegangen. Gezeigt wird die Entwicklung des Hafens von einem römischen Handelsposten vor 2000 Jahren bis zur Neugestaltung des Hafenviertels in den letzten Jahren. 2024 betrug die Besucherzahl etwa 330.000 Personen.

## Umzug des Museums
2017 wurde bekannt, dass von den 250 Mio. £ veranschlagten Kosten für den Umzug des Museums in den früheren  Marktkomplex im Londoner Stadtteil Smithfield 180 Millionen £ gesichert sind und 70 Millionen £ durch eine Anleihe der City of London aufgebracht werden sollen. Der Umbau der verfallenden Gebäude soll bis zum Jahre 2022 abgeschlossen werden.